# Volkskünstler (Ehrentitel)
Volkskünstler ist ein Ehrentitel in der Sowjetunion, im Ostblock und in den postsowjetischen Staaten. Der Titel wird seit 1919 verliehen und gilt als die renommierteste Auszeichnung im Bereich der darstellenden Kunst.
In der DDR gab es im Jahre 1970 rund 70.000 bildnerisch tätige Volkskünstler.

## Beispiele
- Volkskünstler der Aserbaidschanischen SSR
- Verdienter Künstler der RSFSR
- Volkskünstler der UdSSR
- Volkskünstler der RSFSR / Volkskünstler Russlands
- Volkskünstler der UkrSSR / Volkskünstler der Ukraine
- Volkskünstler (tschechisch Národní umělec) der Tschechoslowakei
- Volkskünstler Albaniens (albanisch Artist i Popullit të Shqipërisë)
- Volkskünstler Vietnams (vietnamesisch Nghệ sĩ nhân dân)